# Професор Крейд
Професор Крейд — персонаж однойменного щомісячного українського пізнавально-розважального журналу для дітей молодшого шкільного віку — 6-10 років.
Разом з іншими героями дитячого журналу — лаборантом Мензуркою, котом Смиком та мишею Шилою Професор Крейд знайомить юних читачів із тваринним та рослинним світом, географією, історією, фізичними явищами, улаштуванням космосу, народо- та українознавством тощо.
Кожен номер журналу складається з ігор, конкурсів, також містить казки, жарти, загадки, тести, які ефективно сприяють розвитку навичок запам'ятовування та логічного мислення у дітей, розвивають вміння творчо мислити.
Філософія видання та команди, що його створює: «Бути розумним — це круто!».
Видається журнал з січня 2005 року. З 2005 до 2011 рік виготовляє ЗАТ «Видавничий будинок „Максимум“», а з 2011 року — ТОВ «Компаньон Груп» (Companion Group).

## Основні рубрики журналу
- Академія Крейда — у доступній формі розкриває основні поняття фізики, хімії, біології, астрономії та інших наук
- Скарбничка звичаїв — розповідає про українські звичаї та звичаї народів світу
- Живосвіт — відкриває таємниці рослинного та тваринного світів
- Мандрик — мандрівка різними регіонами, країнами та континентами
- Читачун — пригодницькі історії
- Розглядалка — можна уважніше порозглядати картинки
- Лабораторія Крейда — дає можливість проводити досліди та більше дізнаватися про навколишній світ
- English with fun — допомагає легко та весело вчити англійську мову
- Майстерня Крейда — вчить майструвати із простих речей і матеріалу веселі та незвичайні іграшки
- До речі про речі — розповідає про історію різноманітних речей
- Ігротека — кросворди, загадки, ребуси
- Що це — несподіваний погляд на звичайні та повсякденні речі
- Пригоди вряди-годи — комікси, що розповідають про пригоди, які трапляються з героями журналу
- Фанотека — збирає фанів журналу, розповідає про новинки кіно, спорту, музики, друкує найкращі листи, малюнки, вірші, нагороджує переможців конкурсів.

З 2005 по 2011 рік чотири рази на рік видання виходив разом із літературно-музичним додатком — компакт-диском, за допомогою якого діти можуть вивчати нові пісні, вірші, казки українською та англійською мовами, знайомитися з різноманітними музичними жанрами та всесвітньо-відомими творами, співати під караоке, розвивати вокал, грати в ігри, розмальовувати картинки, виготовляти саморобки за схемами, вибирати картинки для робочого столу свого комп'ютера тощо.
З 2011 року літературно-музичний додаток розміщується в мережі інтернет.

## Професор Крейд
Академік усіх існуючих наук. Знає все про все і навіть більше, ніж усе. На жаль, розумна професорова голова просто не встигає думати про речі, простіші від гравітації чи молекул. Тому він часто потрапляє в дивні ситуації.
Уподобання: обожнює слухати музику, подорожувати та робити винаходи.
Не подобається: коли комусь нудно. З професором нудно не буває нікому.

## Лаборант Мензурка
Відданий фанат та помічник професора Крейда. Ось хто думає про буденне, доки професор зайнятий наукою. Мензурка завжди напоїть його чаєм та героїчно випробує на собі будь-який новий винахід.
Уподобання: книжки, спорт та досліди.
Не подобається: якщо після випробувань у нього щось болить.

## Кіт Смик
Суцільна шкода. Коли не дуже зайнятий їжею чи сном, Смик завжди радий докласти своїх смугастих лап до того, що котам чіпати суворо заборонено. Просто так, аби подивитися, що воно буде.
Уподобання: холодильники, повні їжі. Молочні та м'ясні магазини.
Не подобається: відповідати за скоєні вчинки.